# 立花隆
立花隆（日语：立花 隆，1940年5月28日—2021年4月30日），本名橘隆志（日语：橘 隆志），是日本著名作家、评论家。出生于长崎县长崎市，是一名日本新闻工作者、非虚构作品作家和评论家。他的写作题材范畴非常广泛，涵盖生物学、环境问题、医学、太空、政治、经济、生活、哲学和濒死经验等领域，他的许多书在日本都很畅销，被称为“知识的巨人”，因为他在很多领域中都拥有很大的知识储备量。
1974年，他在《文藝春秋》月刊上发表了《田中角荣的研究：他的财务与人际关系》一文章，直接导致了时任日本首相田中角荣的倒台，并因此确立了他新闻记者的身份。2007年底，他接受了膀胱癌的手术，此后继续采访世界领先级别的癌症研究人员，并从源头上正视癌症的本质。
2021年4月30日，立花因急性冠状动脉综合症去世，享寿80岁。

## 生平

### 早年
橘于1940年出生于日本长崎县长崎市。他的父亲是一名教师，亦是日本思想家橘孝三郎的表弟，后来在长崎的一所女子学校担任教务员。他的母亲是思想家羽仁元子的拥趸，生长于一基督徒家庭。1942年，立花全家搬至中国北平市（当时为中华民国政权）居住，当时他的父亲以教育部官员的身份成为北京师范学校的副校长。
1946年，橘全家被遣返回日本，并在母亲的故居茨城县那珂西居住了一段时间，后来又搬至父亲故居茨城县水户市居住。在茨城师范学校（今茨城大學）附属小学和初中就读后，于1956年转入水户第一中学就读，在搬至千叶县后又转入东京都立上野高等学校就读。他在上小学时就热衷于阅读，并写下了一篇描述自己阅读记录的文章。他在上初中时与高年级学长梅宫辰夫以及德大寺有恒均为田径运动员。
1959年，橘进入东京大学文学部二班学习。在此期间他以写小说和诗歌为主要爱好，并参加了在英国举行的反对原子弹和氢弹世界会议，而他的毕业论文则与法国哲学家曼恩·德·比朗有关。

### 担任杂志记者
1964年，橘从东京大学文学部的法国文学专业毕业后，加入了文藝春秋。此外，他还参加了岩波书店以及日本广播协会的面试，但都没有通过。入职后，他如愿以偿地被分配至周刊文春工作（当时主管周刊文春的是评论家堤尭），并在一位资深记者的建议下改变了自己青年时期的阅读习惯，开始大量地阅读非虚构作品，并从中受到很大影响。但是他却被迫报道自己不喜欢的有关于职业棒球的新闻，导致自己不到三年时间就离开了文艺春秋。
1967年，橘被东京大学录取，并在此主修哲学。但在第二年（即1968年）间由于受到东京大学事件的影响，导致被迫停止学业。

### 担任报告文学作家
在东京大学休假期间，立花应文艺春秋的一位同事的邀请之下，开始以报告文学作家的身份进行写作活动。并在杂志诸君!上进行有关生物学革命、宇宙飞船地球号、石油等非虚构作品的创作。1968年，他正式以“立花隆”为笔名，在《文艺报》上发表了题为《赤手空拳偷世界的人》的特刊。1969年，他在《文艺春秋》和《周刊文春》上发表了多篇文章，其中包括《国家安全条约60周年的光荣与惨剧》、《东京大学的格物墙》、《无尽的破裂》和《律藏：从山本义隆到秋田梅大》等。但在1970年，他在东京大学事件中因支付学费问题与大学管理部门发生纠纷后，从哲学系退学。
在他的处女作《思考的艺术》中，他提出了一种基于生态学的思考方法，他在书中认为人类过于盲目地相信进步的理论。现实的本质总是具体、无限复杂与多元化的，充满了无法估量的物质以及无法量化的元素。在与充满浮躁、肆意挥霍以及不平等的现实相比，人类的发明创造往往是不均匀、浪费、整齐划一和理智的。似乎人类所创造的物质远胜于大自然所创造的物质，但这不过是人类价值观的的失衡罢了。人类所创造的理论总是与自然界纯粹存在的物质在打交道。而人类所创造的技术，由于在现实中具有操纵事物的必要性，所以与不太与纯粹的物质打交道。而在这里所出现的差距就是所谓的理论与实践之间的差距，在技术方面，它所表现的是诸如污染等问题。在自然界中，在单个生物体、生物群落和整个生态系统中都有看不见的稳态机制在发挥作用。这正是文明世界当中真正最缺乏的东西，亦是一种基本的理念，即人类进步的理论的本质是自身盲目的信仰所产生的问题。
后来橘在1971年时带着一些钱以及带领若干个朋友，在新宿黃金街开设了一家名为"桔梗立花（日语：ガルガンチュア立花）"的酒吧。在这家酒吧当中，他不仅经营业务，而且还在酒吧柜台前当酒保。并且随着他在新闻和出版业上的熟人开始作为顾客来访后赚了不少钱，其中的常客包括职业编者川锅孝文以及电影制片人布莱斯·佩德罗蒂。他后来亦在佩德罗蒂执导的关于新宿的OV电影《牧羊人维德拉》中扮演酒吧老板。现在该酒吧依然存在。
1972年，他通过讲谈社的编者川锅孝文（后来成为《周刊现代》的主编）的介绍，被以色列政府邀请在以色列逗留两个星期。在收到邀请后，他自费在中东、地中海以及爱琴海一带旅行。然而在他旅行期间，却偶然发生了卢德国际机场扫射事件，并在那里恢复了自东京大学事件以来一直暂停的新闻报道工作。

### 田中角荣的研究
1974年10月9日，立花的《关于田中角荣的研究--他的财务与个人关系》与儿玉隆也的《越前海的孤独女王》两篇文章在《文藝春秋》11月特刊上发售，据说立花的这篇文章引发了田中角荣的辞职。然而立花本人却表示，他的文章引发是田中辞职的必要条件之一，不过可以肯定的是，它并不是一个充分条件。后立花与儿玉隆也一起，以此文章获得第36届文艺春秋读者奖。
在《关于田中角荣研究--他的财务与个人关系》中，他还涉及并详细描述了“丸红问题”和“全日空问题”（立花认为这是独立于洛克希德事件的“全日空丑闻”）两个问题的根源。他在《朝日新闻》的联系人是TBS電視台的新聞主播筑紫哲也，从那时起，他就开始出现在筑紫主持的节目当中，并在公共和私下中与其保持密切联系。1984年，立花又以《田中角荣和我的九年》一书获得第45届文艺春秋读者奖。

### 田中角荣的研究之后
1976年，立花在《文藝春秋》上发表了题为《关于日本共产党的研究》的著作。作为对其回应，日本共产党发起了一场有组织的反立花运动，这导致了立花与日共之间的一场很大的争论的发生。后来立花回忆说，这场争论加强了他的学习与辩论的能力，并且帮助了他在关于洛克希德公司的审判中与田中的辩护人的争论。他还参与了对商社、农业协同组合、中核派与革马派以及脑死亡等问题的调查，他还在《诸君！》一杂志中发表各类著作与文章。1981年，他在《中央公論》上发表了“从太空返回”一文章。他还在《平凡社》的《阿尼玛斯》杂志上发表了《今天的猴子科学》一文章，并且与诺贝尔生理医学奖得主利根川進共同发表了《精神与物质》一文章。此外，他还参与了NHK和TBS的纪录片的制作，并撰写了许多关于濒死经验的书籍。为此，他于1983年获得菊池宽奖，1998年获得司马辽太郎奖。
1995年，他在吉卜力工作室制作的动画长片《侧耳倾听》中配音主角月岛雯的父亲月岛靖也。同年，他成为东京大学先进科学技术研究中心的客座教授，在1996年至1998年间，他在东京大学文学院举办了立花研讨会，后来该研讨会于2005年恢复，并持续至今。在此期间，他还以各种身份出现在NHK和其他广播媒体当中，包括与画家香月泰男有关的节目。1999年，立花在医院进行检查时发现在自己的结肠内部有一个大型的大肠息肉，并将其切除，但他怀疑这是癌症的征兆。于是他向NHK提议拍摄一部纪录片，介绍切除大肠息肉、病理检查、诊断与告知是否患有癌症之间的过程，后被NHK同意进行拍摄。
2005年，他成为东京大学艺术与科学研究生院的特聘教授；2007年，他成为东京大学大学院情报学环的特聘教授。同年12月，他接受了膀胱癌手术，并在2008年4月的《文艺春秋》杂志上发表了他治疗癌症的回忆录《我为癌症做手术》。
2009年11月27日，在鸠山由纪夫内阁决定削减特殊教育和大型研究项目的预算申请后，他在东京大学与全日本的国家研究机构负责人一起举行了一次新闻发布会，谴责预算申请的结果，说“日本民主党正在试图摧毁日本。”他指出，日本作为一个自然资源匮乏的国家，别无选择，只能靠科技的附加值来生存，他们（鸠山由纪夫内阁）应该对我们眼前发生的事情感到愤怒而颤抖。他把自己的这项工作描述为“无法理解的人在讨论无法理解的事情”，并把申请人称之为“蛮族”。
2012年10月11日，他成为“日本宇航员的心声：20年的进步和未来的展望”一讨论小组的成员。他在小组中以“人们为什么要去太空”为题的文章当中表达了对载人航天工程的反对。他说：“载人航天工程有可能发生重大事故，但是日本人民还没有准备好进行载人航天探索的任务，因为我们国家并没有经得起这些失败的法律条文。然而相反的是，中国有很多钱，而且中国拥有巨大的资金和承受失败的能力。”此次演讲遭到了日本新闻工作者、太空人秋山丰宽的批评，秋山质问他什么时候变得像大藏省的官员了。
2014年，他以《读脑》一书获得第68届每日出版文化奖；2016年，他以《竹光彻：音乐创作之旅》一书获得吉田秀和奖。
2021年4月30日，立花因急性冠状动脉综合症去世，享寿80岁。6月23日，日本各大主流媒体报道了关于他死亡一事的新闻

## 逸闻
- 在担任《周刊文春》记者时，他宣称自己对职业棒球完全不感兴趣，也不想参与任何与其相关的工作，然而他却被迫有一周左右的时间都在报道关于职棒的新闻。后来他表示：“我无法忍受我不想做而不得不去做的事情，只是因为我的上级命令我去做。我对职业棒球没有兴趣，当时和现在都是如此。”后来他又在《生命、死亡和神秘经历》一书中写道："我过去和将来都不会对职业棒球感兴趣。”
- 他与漫画家赤塚不二夫在《周刊Playboy》上进行过一次对话，并且一拍即合。因为他们都是从满洲国遣返回日本的，尽管他们二人之前从未见过面。后来立花在他的一本著作中写道，这是一次有趣的经历[17]。
- 立花曾于北京大学做过一个特别讲座。在此次讲座中，立花将中国经济描述为“一个充满活力的经济”。

## 批评
- 在讲谈社出版的《文明的悖论：危机时代的人类研究》当中，立花写道：“女人因为比男人的脑细胞少，所以通常是浅薄和愚蠢的。如果一个女人想获得真正的解放，那么她需要找到一个能让她尽快获得高潮的男人。”对此，日本右翼评论家日垣隆（日语：日垣隆）以讽刺的语气称立花的描述是典型的“男性中心主義”[18]。
- 自由民主党前领导人鸠山邦夫的前秘书、记者上杉隆（日语：上杉隆）批评立花没有采访检察官、小泽一郎、自民党或任何其他涉案方，而是根据主观的猜测与过去的报纸及电视报道的经验来写文章。此外，他还批评称。立花已经有10几年的时间没有在永田町采访过任何人。
- 日本共产党强烈谴责立花所著《日本共产党研究》一书以及其余相关书籍是利用战前特别高等警察与检察机关用于镇压的相关材料编造的[19]。